# (4724) Brocken
(4724) Brocken – planetoida z grupy pasa głównego asteroid okrążająca Słońce w ciągu 3 lat i 116 dni w średniej odległości 2,22 j.a. Została odkryta 18 stycznia 1961 roku przez Cuno Hoffmeistera oraz Joachima Schubarta. Przed nadaniem nazwy planetoida nosiła oznaczenie tymczasowe (4724) 1961 BC.